# Playback (Soerba)
Playback è l'album d'esordio del gruppo musicale italiano Soerba, prodotto da Marco Castoldi ed edito da Polygram.
Dal primo singolo I Am Happy è stato anche prodotto un videoclip. Il secondo singolo è il brano Fuori di testa.
La versione dell'album dell'anno successivo (1999), dell'etichetta Universal, contiene, in aggiunta, il brano "Noi non ci capiamo", con cui il gruppo partecipò all'edizione del 1999 di Sanremo Giovani: dal brano è stato tratto anche un videoclip.

## Tracce
1. Disco volante
2. I Am Happy
3. Il tipo ideale
4. Perché non dirlo
5. Fuori di testa
6. Frittata
7. Abito
8. Stare in posizione
9. L'esperienza
10. Ci sono
11. Normale tu
12. Felice di stare sull'erba